# Wilhelm Heinrich Wackenroder
Wilhelm Heinrich Wackenroder (Berlin, 1773. július 13. – Berlin, 1798. február 13.) író, a német romantika jelentős alakja.

## Élete
Berlin akkori polgármesterének fiát a későfelvilágosodás realista szellemében nevelték, 1786 és 1792 között a frigyeswerderi (Friedrichswerder) gimnáziumba járt, ahol megismerkedett Ludwig Tieckkel. Az ezt követő évben a muzikális Wackenroder azonban apja kívánságára jogot kezdett tanulni. Emellett továbbra is járt kultúrtörténeti előadásokra is, és mélyrehatóan foglalkozott az olasz reneszánsz művészetével.
Egy Bambergbe, Nürnbergbe és Pommersfeldenbe vezető nyári út alkalmával ismerkedett meg Dél-Németország tájaival illetve Albrecht Dürer művészetével, akiről több levelében is lelkesedve számolt be. Már ezekből kisejlik Wackenroder hozzáállása a romantikához.
Ilyen benyomások között keletkezett 1795/96-ban Herzensergießungen eines kunstliebenden Klosterbruders egy művészetelméleti dolgozatokat tartalmazó gyűjtemény, részben fiktív életrajzokkal. Ebben többek között Michelangelo, Raffaello és Dűrer életrajzát alapul véve a festészet szakrális vonatkozásait dicséri, a képek szemlélésének hatását az imáéhoz hasonlítja. Az 1796-ban Berlinben megjelent anonim mű tartósan befolyásolta a romantika irodalmát és filozófiáját.
1797-ben Wackenroder bírósági fogalmazóként ismét Berlinben tartózkodik. A valószínűleg ebben az évben Tieckkel közösen megfogalmazott Phantasien über die Kunst (Elmélkedés a művészetről) egy évvel Wackenroder halála után jelenhetett már csak meg, Wackenroder 1798-ban tífuszban hunyt el.

## Jelentősége
Wackenroder jelentősége a romantika irodalmában az, hogy barátjával és támogatójával Ludwig Tieckkel közösen újra felfedezte a középkor világát és népköltészetét a romantika számára. Mind az 1797-ben publikált Herzensergießungen eines Kunstliebenden Klosterbruders mind az 1799-ben posztumusz megjelent Phantasien über die Kunst, für Freunde der Kunst jó példája a művészet újfajta megközelítésének. Ez az egyedi és új a romantikában: Isten éppúgy jelen van a természetben, mint a művészetben és épp ezért a művészet és a vallás egyenrangúak. Mint a vallásban a pap, úgy a művészetben a művész közvetít Isten és ember között. Ez többek között az oka annak, hogy a romantika idején Albrecht Dürer akkora tiszteletnek örvendett.

## Művei
- Herzensergießungen eines kunstliebenden Klosterbruders (Berlin 1797, bár már 1796 végén megjelent), ebből néhány dolgozat Ludwig Tieck tollából származik
- Phantasien über die Kunst, für Freunde der Kunst, szerkesztette Ludwig Tieck (Hamburg, bey Friedrich Perthes, 1799); ebben is néhány szöveg Tiecktől származik
- Phantasien über die Kunst, von einem kunstliebenden Klosterbruder, szerkesztette Ludwig Tieck (Hamburg 1814); Tieck állítása szerint ez a változat csak Wackenroder írásait tartalmazza

## Magyarul
- Wilhelm Heinrich Wackenroder–Ludwig Tieck: Egy művészetrajongó szerzetes vallomásai; ford., jegyz. Kelemen Pál, versford. Bartha Judit; Kijárat, Bp., 2019